# Ivona Tomanová
Ivona Tomanová (ur. 24 października 1972 w Trnawie) – słowacka lekkoatletka, kulomiotka i dyskobolka.
Wielokrotna reprezentantka kraju w drużynowych mistrzostwach Europy (w tym zwycięstwo w konkursie rzutu dyskiem w zawodach III ligi w 2013).
Złota medalistka (w drużynie) igrzysk europejskich (2015) – indywidualnie była 7. w rzucie dyskiem.
Wielokrotna złota medalistka mistrzostw Słowacji (według stanu na 2015 20 tytułów).